# Liste von Regionalkonzilien der römisch-katholischen Kirche in Amerika, Afrika, Asien und Australien in der Neuzeit
Die Liste von Konzilien in Amerika, Afrika, Asien und Australien in der Neuzeit beinhaltet Daten zu Konzilien (Regionalkonzil, Provinzialkonzil, Bischofssynoden, Plenarkonzil u. ä.) in den genannten Kontinenten ab dem 16. Jahrhundert.

## Amerika
| - Provinzialkonzil von Lima I 1552 - Provinzialkonzil von Mexiko I 1555 - Provinzialkonzil von Mexiko II 1565 - Provinzialkonzil von Lima II 1567 - Konzil von Bogotà 1582 - Provinzialkonzil von Lima III 1582–1583 - Provinzialkonzil von Mexiko III 1585 - Provinzialkonzil von Lima IV 1591 - Provinzialkonzil von Lima V 1601 - Provinzialkonzil von Santo Domimgo 1622 - Konzil von Bogotà 1624–1625 - Konzil von Sao Salvador da Bahia 1702 - Konzil von Sao Salvador da Bahia 1707 - Provinzialkonzil von Mexiko IV 1771 - Provinzialkonzil von Lima VI 1772–1773 - Provinzialkonzil von Charcas II 1774 - Konzilsversuch von Santa Fe (Nueva Granada) 1774 - Konzil von Port of Spain (Trinidad) I 1854 - Provinzialkonzil von Quito I 1863 - Konzil von Port of Spain (Trinidad) II 1867 - Konzil von Bogotà 1868 - Provinzialkonzil von Bogotà (Nueva Granada) 1868 - Provinzialkonzil von Quito II 1869 - Provinzialkonzil von Port-aux-Prince 1872 - Provinzialkonzil von Quito III 1873 - Provinzialkonzil von Bogotà (Nueva Granada) II 1874 - Provinzialkonzil von Quito IV 1885 - Provinzialkonzil von Charcas (La Plata) III 1889–1890 - Provinzialkonzil von Antequera (Oaxaca) 1892–1893 - Provinzialkonzil von Mexiko V 1896 - Provinzialkonzil von Durango 1896 - Provinzialkonzil von Guadalajara 1896–1897 - Provinzialkonzil von Michoacán (Morelia) 1897 - Das Lateinamerikanische Plenar-Konzil in Rom 1899 - Konzil von Cartagena in Kolumbien 1902 - Provinzialkonzil von Port-aux-Prince 1906 - Provinzialkonzil von Lima 1927 - Provinzialkonzil von Managua 1934 - Provinzialkonzil von Santiago de Chile 1938 - Plenarkonzil von Brasilien in Rio de Janeiro 1939 - Plenarkonzil von Chile in Santiago de Chile 1946 - Plenarkonzil von Argentinien in Buenos Aires 1953 | - Konzil von Baltimore I 1829 - Konzil von Baltimore II 1834 - Konzil von Baltimore III 1837 - Konzil von Baltimore IV 1840 - Konzil von Baltimore V 1843 - Konzil von Baltimore VI 1846 - Konzil von Portland (Oregon) I 1848 - Konzil von Baltimore VII 1849 - Nationalkonzil von Baltimore I 1852 - Konzil von New York I 1854 - Konzil von Baltimore VIII 1855 - Konzil von Saint Louis I 1855 - Konzil von Cincinnati I 1855 - Konzil von New Orleans I 1856 - Konzil von Cincinnati II 1858 - Konzil von Saint Louis II 1858 - Konzil von Baltimore IX 1859 - Konzil von New Orleans II 1860 - Konzil von New York II 1860 - Konzil von New York III 1861 - Konzil von Cincinnati III 1861 - Nationalkonzil von Baltimore II 1866 - Konzil von Baltimore X 1870 - Konzil von New Orleans III 1873 - Wheeling, Synod 28.-29. Oktober 1873 - Konzil von San Francisco 1874 - Wilmington, Synod 1879 - Nationalkonzil von Philadelphia 1880 - Konzil von Portland (Oregon) II 1881 - Konzil von San Francisco II 1882 - Cincinnati 5.-19. März 1882 - Wheeling 9.-10. August 1882, 8. August 1888 - Konzil von New York IV 1883 - Nationalkonzil von Baltimore III 1884 - Konzil von Milwaukee 1886 - Konzil von Cincinnati IV 1889 - Konzil von Portland (Oregon) III 1891 - Konzil von Portland (Oregon) IV 1932 - Konzil von Portland (Oregon) V 1957 | - Konzil von Quebec I 1851 - Konzil von Quebec II 1854 - Halifax 8.-15. September 1857 - Konzil von Quebec III 1863 - Konzil von Quebec IV 1868 - Konzil von Quebec V 1873 - Toronto 25. September-3. Oktober 1875 - Konzil von Quebec VI 1878 - Konzil von Quebec VII 1886 - Konzil von Saint Boniface 1889 - Konzil von Montreal 1895 - Plenarkonzil von Kanada in Quebec I 1909 - Konzil von Kingston 1938 - Konzil von Toronto 1938 |

## Afrika
Synoden in Afrika in der Neuzeit:
- Memphis Dezember 1582
- Konzil von Algier 1873
- Konzil von Kairo 1889
- Saint-Gabriel 1910
- Konzil von Algier 1925

## Asien
| - Konzil (Vikariatssynode) von Szechwan in Tch'oung-k'ing 1803 - Synode (Bischofskonferenz) von Schanghai 1851 - Yunnan 1859 - Bischofskonferenz der chinesischen Bischöfe in Rom 1869–1870 - Tai-Yuen-Fou > Tai-Ken-Fou 1880 6. Juni-4. Juli 1880 - Tai-Ken-Fou 6. Juni-4. Juli 1880 - Suifu 20. September-3. Oktober 1880 - Regionalkonzil der ersten Region I in Peking 1880 - Regionalkonzil der zweiten Region I in Shansi 1880 - Regionalkonzil der dritten Region I in Hankow 1880 - Regionalkonzil der vierten Region I in Szechwan 1880 - Regionalkonzil der fünften Region I in Hongkong 1880 - Tai-Ken-Fou 31. Oktober-15. November 1885 - Regionalkonzil der ersten Region II in Peking 1886 - Regionalkonzil der ersten Region III in Pe-T'ang 1892 - Regionalkonzil der ersten Region IV in Peking 1906 - Regionalkonzil der zweiten Region II in Taiyuanfu 1885 - Peking 9.-30. Mai 1886 - Nagasaki 1890 - Regionalkonzil der zweiten Region III in Tung-Yuan-Fang 1891 - Peking 8.-26. Mai 1892 - Peking 5.-17. Mai 1906 - Regionalkonzil der zweiten Region IV in Nord-Shensi 1908 - Regionalkonzil der dritten Region II in Hankow 1887 - Regionalkonzil der dritten Region III in Hankow 1910 - Regionalkonzil der vierten Region II in Tchong-kin 1909 - Regionalkonzil der fünften Region II in Hongkong 1891 - Regionalkonzil der fünften Region III in Hongkong 1909 - Nationalkonzil von Shanghai 1924 - Provinzialkonzil von Japan und Korea in Nagasaki 1890 - Provinzialkonzil von Tokyo I 1895 - Provinzialkonzil von Tokyo II 1924 - Regionalkonzil von Korea in Seoul 1931 - Wuchang 1.-4. Juni 1934 | - Konzil von Ajuthia 1665 - Konzil von Tonkin I 1670 - Konzil von Kontschinchina I 1672 - Konzil von Kontschinchina II 1682 - Konzil von Tonkin II 1753 - Konzil von Kotschinchina, Kambodscha und Tschampa 1841 - Regionalkonzil der ersten Region in Sai Gon 1880 - Regionalkonzil der dritten Region in Singapur 1880 - Regionalkonzil von Tonkin I in Ke Sat 1900 - Regionalkonzil von Tonkin II in Ke So 1912 - Plenarkonzil von Indochina in Ha Noi 1934 | - Konzil von Goa 1567 - Konzil von Goa 1575 - Konzil von Goa 1585 - Konzil von Goa 1592 - Konzil von Goa 1606 - Konzil von Agra 1893–1894 - Konzil von Goa 1894–1895 - Konzil von Kalkutta 1894 - Konzil von Madras 18. Februar-4. März 1894 - Konzil von Pondicherry 1894 - Konzil von Verapoly 1894 | - Provinzialkonzil von Manila 1771 - Provinzialkonzil von Manila 1907 - Provinzialkonzil von Manila 1953 |

## Australien
- Provinzialkonzil von Sydney I 1844
- Melbourne 1862
- Melbourne 18.-25. April 1869
- Provinzialkonzil von Sydney II 1869
- Plenarkonzil von Australien und Neuseeland in Sydney I 1885
- Bombay 2.-24. Dezember 1893
- Plenarkonzil von Australien, Tasmanien und Neuseeland in Sydney II 1895
- Wellington 21.-29. Januar 1899
- Plenarkonzil von Australien, Tasmanien und Neuseeland in Sydney III 1905
- Provinzialkonzil von Melbourne 1907
- Sydney 4-12. September 1937